# Salia semiothisa
Salia semiothisa là một loài bướm đêm trong họ Noctuidae.